# Ligypterus pernambucensis
Ligypterus pernambucensis is een rechtvleugelig insect uit de familie krekels (Gryllidae). De wetenschappelijke naam van deze soort is voor het eerst geldig gepubliceerd in 2005 door Robillard. Zoals de naam al doet vermoeden, komt deze soort voor in de Braziliaanse deelstaat Pernambuco.